# Grau Mercader
El Grau Mercader és un pas de corriol de muntanya situat a 725 m d'altitud al terme municipal de Sant Quirze Safaja, al Moianès. Ascendeix des del Collet de Can Tripeta, a ponent del santuari de Puiggraciós fins Cal Mestret.
Està situat a la mateixa cinglera dels Cingles de Bertí, al nord-est de les Costes del Traver, al sud-est de Cal Mestret i al sud-oest de Puiggiró. És a prop i a llevant del Grau del Traver, i al seu nord-oest es troba el Camí del Traver, que mena a la masia del Traver.